# Бакулов, Игорь Алексеевич
И́горь Алексе́евич Баку́лов (13 августа 1925 — 20 мая 2010) — ветеринар-микробиолог и эпизоотолог. Участник Великой Отечественной войны, профессор Российской Академии сельскохозяйственных наук. Герой Социалистического Труда, лауреат Государственной премии СССР.

## Биография
Родился в городе Свердловск. В 1951 году окончил Московскую ветеринарную академию (МВА). Доктор ветеринарных наук (1968), профессор (1968), академик ВАСХНИЛ (1988; с 1992 — РАСХН). Крупный специалист в области профилактики и борьбы с особо опасными инфекционными, в том числе зооантропонозными, болезнями животных. Участник Великой Отечественной войны. Работал главным ветврачом совхоза «Стычной» Каменской области (1954—1956). Аспирант (1956—1959), ассистент, доцент (1959—1962) МВА. Инструктор сектора науки и вузов (1962—1963) Сельхозотдела ЦК КПСС по РСФСР. Директор (1963—1990) Всероссийского института ветеринарной вирусологии и микробиологии.
Умер в 2010 году. Похоронен на Ново-Люберецком кладбище.

## Семья
Младший брат Бакулов, Александр Алексеевич [1929-1995] закончил Московскую консерваторию, стал музыкантом, учителем музыки на Урале и в Москве. Опубликованы его учебные пособия, хрестоматии, педагогические сборники, переложения и обработки для фортепиано. Он удостоен звания "Заслуженный работник культуры РСФСР", а в Новоуральске, где он преподавал и несколько лет заведовал Детской школой искусств, проводятся конкурсы юных музыкантов его имени.

## Награды
- Орден «Знак Почёта» (1966)
- Орден Трудового Красного Знамени (1971)
- Орден Октябрьской Революции (1977)
- Герой Социалистического Труда — золотая медаль «Серп и Молот» и орден Ленина (1985)
- Орден Отечественной войны II степени (1985)
- Орден «За заслуги перед Отечеством» IV степени (1995)[3]
- Орден «За заслуги перед Отечеством» III степени (2006)[4]
- Государственная премия СССР (1980)
- Премия Правительства Российской Федерации в области науки и техники (1998)[5]

## Основные научные труды
- Бакулов И. А., Таршис М. Г. География болезней животных зарубежных стран. — М.: Колос, 1971. — 200 с. — 7000 экз. (в пер.)
- Бакулов И. А. и др. Словарь эпизоотологических терминов / И. А. Бакулов, В. А. Ведерников, Ф. М. Орлов, Г. Г. Юрков. — М.: Россельхозиздат, 1975. — 104 с. (в пер.)[6]